# Igor Ribič
Igor Ribič je slovenski slikar, ilustrator, stripar, igralec, klaviaturist in pevec, * 15. avgust 1962, Ljubljana
Akademski slikar Igor Ribič je najbolj znan po svoji vlogi Ribiča Pepeta v otroških predstavah in tv oddajah, ki je nastala v so-avtorstvu z Jožetom Potrebuješem.
Diplomiral na Akademiji za likovno umetnost v Ljubljani. Kot illustrator predvsem deluje na področju otroške in mladinske knjižne ilustracije kjer je nastal ogromen opus doma in v tujini. Že pri trinajstih je pričel risati ilustracije za Tisk za mladino in razvedrilo časopisne hiše Delo in njihove izdaje kot je bil Kih. Oblikoval je celostne podobe in scenografije za razne gledališke, filmske in televizijske projekte. Uveljavil se je tudi kot opremljevalec in tehnični urednik publikacij raznih založb, zadnjih nekaj let je urednik otroške revije Trobentica.
Njegovi stripi so izhajali predvsem v revijah Pil in Politikin Zabavnik, risal pa je tudi za tuje naročnike.
V poznejšem obdobju najdemo ponatise njegovih stripov v reviji o teoriji in praksi stripa kluba devete umetnosti Art 9, 2023 pa je izšel v albumski obliki njegov strip Janez Žbogar, delno prej objavljen v reviji Pil, po scenariju Aleksandra Jankoviča Potočnika in knjižni predlogi Charlesa Nodierja.
Ukvarja se tudi z glasbo. Glasbeno kariero je pričel v punk-rock zasedbi Kompresor, nadaljeval kot pianist v barih, kot so kavarna in bar Nebotičnik, in po slovenski obali. Bil je soustanovitelj skupine Air-Condition, ki je delovala predvsem po slovenski obali in iz katere je nastala zelo uspešna pop skupina Gu Gu, kjer je igral klaviature in pel, krajši čas pa je sodeloval tudi v skupinah Hazard in Rendez-Vous.